# Julián Malatini
Julián Malatini (Córdoba, 31 maggio 2001) è un calciatore argentino, difensore del Werder Brema.

## Caratteristiche tecniche
È un terzino destro.

## Carriera
Cresciuto nel settore giovanile del Talleres (C), debutta in prima squadra il 6 marzo 2021 in occasione dell'incontro di coppa di lega pareggiato 1-1 contro il Sarmiento (J).

## Statistiche

### Presenze e reti nei club
Statistiche aggiornate al 31 luglio 2021.
| Stagione        | Squadra         | Campionato      | Campionato | Campionato | Coppe nazionali | Coppe nazionali | Coppe nazionali | Coppe continentali | Coppe continentali | Coppe continentali | Altre coppe | Altre coppe | Altre coppe | Totale | Totale |
| Stagione        | Squadra         | Comp            | Pres       | Reti       | Comp            | Pres            | Reti            | Comp               | Pres               | Reti               | Comp        | Pres        | Reti        | Pres   | Reti   |
| --------------- | --------------- | --------------- | ---------- | ---------- | --------------- | --------------- | --------------- | ------------------ | ------------------ | ------------------ | ----------- | ----------- | ----------- | ------ | ------ |
| 2021            | Talleres (C)    | PD              | 4          | 0          | CA+CdL          | 0+3             | 0               | CS                 | 2                  | 0                  |             | -           | -           | 9      | 0      |
| Totale carriera | Totale carriera | Totale carriera | 4          | 0          |                 | 3               | 0               |                    | 2                  | 0                  |             | -           | -           | 9      | 0      |